# Einheitlicher Ansprechpartner Berlin
Der Einheitliche Ansprechpartner in Berlin ist bei der Senatsverwaltung für Wirtschaft, Energie und Betriebe (SenWiEnBe) angesiedelt. Er arbeitet eng mit allen Behörden und Institutionen zusammen, die fachlich für die Erteilung von Erlaubnissen, Genehmigungen und Registrierungen zuständig sind. Daneben gibt es die Kooperationspartner des EA: namentlich den DGB (Bezirk Berlin-Brandenburg), die Handwerkskammer und die IHK Berlin.
Die Einrichtung des Einheitlichen Ansprechpartners (EA) basiert auf der EG-Dienstleistungsrichtlinie. Er steht europaweit als Unternehmensservice zur Verfügung. Durch den Einheitlichen Ansprechpartner für das Land Berlin wird es in- und ausländischen Dienstleistern aus dem europäischen Wirtschaftsraum erleichtert, sich in Berlin niederzulassen. Der Einheitliche Ansprechpartner fungiert als „Mittler“ zwischen dem Unternehmer und den fachlich zuständigen (Genehmigungs-)Behörden. Er ist dafür zuständig, zu informieren und Anliegen gegenüber den zuständigen Behörden zu koordinieren. Diese Koordinationsaufgabe schließt insbesondere die Entgegennahme und Weiterleitung der gesamten Verfahrenskorrespondenz (wie Anträge, Unterlagen, Anfragen, Erklärungen, Bescheide) ein. Der Unternehmer muss sich so nicht mehr selbst an die Behörden wenden.
Die EU-Dienstleistungsrichtlinie sieht vor, dass der EA für ausländische Unternehmer zur Verfügung stehen muss. Der Berliner Senat hat jedoch entschieden, dass der EA in Berlin auch von inländischen Unternehmen und von ansässigen Betrieben genutzt werden kann. Zudem dürfen nicht nur Dienstleister, sondern alle Branchen den EA in Berlin nutzen.